# Madan Kundari
Madan Kundari (nep. मादनकुँडारी) – gaun wikas samiti w środkowej części Nepalu w strefie Bagmati w dystrykcie Kavrepalanchok. Według nepalskiego spisu powszechnego z 2001 roku liczył on 421 gospodarstw domowych i 2335 mieszkańców (1227 kobiet i 1108 mężczyzn).